# Eupelops subexutus
Eupelops subexutus är en kvalsterart som först beskrevs av Berlese 1916.  Eupelops subexutus ingår i släktet Eupelops och familjen Phenopelopidae. Inga underarter finns listade i Catalogue of Life.